# 津曲勝利
津曲 勝利（つまがり かつとし、1975年11月2日 - ）は、日本の元バレーボール選手、現指導者。

## 来歴
宮崎県串間市出身。本人の希望で福島小学3年よりバレーボールを始める。
鹿屋体育大学卒業後、一時期准看護師を志しながら病院に勤務し、その傍ら、病院のバレーボールチームである三好循環器科EKGに在籍していたが、当時からレシーブが上手く、噂を聞きつけたサントリーサンバーズの関係者にその実力を見込まれ、リベロとしてサントリーに移籍することになった。
1999年8月19日の全日本親善試合で試合中にチームメイトとの激突で転倒し、右肘下じん帯を損傷し入院した。
2001年全日本代表入り。2008年、オリンピック最終予選および16年ぶりの出場となる北京オリンピックで活躍した。2011/12シーズンをもって現役を引退。
2014年10月2日にサントリーのコーチ就任し、2017年には全日本男子チームのコーチとして派遣された。
2020-21シーズンまでコーチを務め、2021-22シーズンは事務局担当となり、JVA出向ともなった。2022-23シーズン、運営グループ責任者を担当。2023-24シーズンの役職名は「運営・ファン事業グループ責任者」である。

## 球歴
- 全日本代表 - 2001年-
  - オリンピック - 2008年
  - 世界選手権 - 2002年、2006年
  - ワールドカップ - 2003年、2007年

## 受賞歴
- 2002年 - 第8回Vリーグ ベストリベロ賞
- 2004年 - 第10回Vリーグ ベストリベロ賞
- 2007年 - 2006-07Vプレミアリーグ ベストリベロ賞

## 所属チーム
- 都城工業高校
- 鹿屋体育大学
- 三好循環器科EKG
- サントリーサンバーズ (1999-2012年)